# 佐井富子
佐井 富子（さい とみこ、1980年2月14日 - ）は、日本の元女子プロレスラー。

## 経歴・戦歴
1998年1月23日、神奈川・川崎市体育館において、対池田麻奈美戦でデビュー。2月に本名からアキュート冴に改名した。
JWPの他にNEO女子プロレスにレギュラー参戦。特に西千明との「反マシンガンズ同盟」でNEOマシンガンズ（タニー・マウス、宮崎有妃）と抗争を展開し、板橋タッグを獲得した事もある。2001年に市川狐火名に改名してからは、JWPでは市川、NEOではアキュートとして出場を続けていた。同年12月8日には米山香織、仲村由佳との巴戦を制しJWPジュニア王座を獲得。
2002年にかねてより痛めていた頸椎が限界に達し引退を決意。6月16日の東京キネマ倶楽部大会で同期の春山香代子とエキシビションマッチを行った。
JWPの前にもNEOで6月8日北沢タウンホール大会にて「お別れセレモニー」を行ったが、2か月前の北斗晶引退セレモニーのパロディを行い、これまでのコスチューム（市川狐火名、吉備団子を含む）を展示するというNEO側の計らいにより本人は勿論の事、マシンガンズや仲村等も感極って泣き出してしまうという感動的なセレモニーとなった。
2005年にNEO殿堂入りする。他団体所属では2010年に殿堂入りした元JWPの先輩であった日向あずみと2人のみである。

## 得意技
- 一本背負い
- 腕ひしぎ逆十字固め

## タイトル歴
- JWP認定ジュニア王座
- 板橋グリーンホール認定タッグ王座

## 入場テーマ曲
- 「冬のセーター」（BLANKEY JET CITY）